# Carrizalkardinal
Der Carrizalkardinal (Amaurospiza carrizalensis), früher als Carrizal-Pfäffchen bezeichnet, ist ein seltener Singvogel aus der Familie der Kardinäle. Die Art wurde erst 2001 entdeckt und 2003 wissenschaftlich beschrieben.

## Beschreibung
Der Carrizalkardinal erreicht eine Länge von 12 Zentimetern. Das Männchen ist glänzend blauschwarz mit vereinzelten rußschwarzen Federn und einer helleren blauen Schulter. Die Unterflügeldecken und die Achselfedern sind weiß. Der dunkelgraue Schnabel ist groß und konisch. Das Weibchen hat helle lederfarben verwaschene Federn und einen olivgrauen Schnabel.

## Verbreitung

Verbreitungsgebiet (grün) des Carrizalkardinals

Der Carrizalkardinalist nach derzeitigem Kenntnisstand endemisch auf der Flussinsel Isla Carrizal im Río Caroní, einem Nebenfluss des Orinoco in Venezuela.

## Lebensweise
Über die Lebensweise ist kaum etwas bekannt. Die bekannt gewordenen Exemplare wurden im Bambusdickicht beobachtet und ernährten sich offenbar von Käfern.

## Gefährdung
Der Carrizalkardinal war anfänglich nur von drei Individuen (zwei Männchen, ein Weibchen) bekannt, die im Juli 2001 in einem Bambushain auf der Flussinsel Isla Carrizal im Río Caroní aufgesammelt wurden. Durch das Tocoma-Damm-Projekt der Edelca-Elektrizitätswerke entlang des Rio Caroní und des Río Caura wurden die Bambusbestände auf der Isla Carrizal gerodet und die Terra typica zerstört. Die Art galt anschließend als verschollen, bis während einer Expedition in den Jahren 2007/2008 ein paar Exemplare am Rio Caroni wiederentdeckt wurden. Aufgrund der Lebensraumzerstörung im Becken des Rio Caroni wird die Art von der IUCN in der Kategorie „vom Aussterben bedroht“ (critically endangered) gelistet.

## Systematik
Die Gattung Amaurospiza wurde lange in die Familie der Ammern klassifiziert. Anhand von DNA-Analysen wurde jedoch 2007 festgestellt, dass sie näher mit den Kardinälen verwandt sind. Daher wurde die Gattung im Jahre 2008 von der American Ornithologists’ Union in die Familie Cardinalidae transferiert.